# Dolichopeza titania
Dolichopeza titania är en tvåvingeart som först beskrevs av Alexander 1927.  Dolichopeza titania ingår i släktet Dolichopeza och familjen storharkrankar. Inga underarter finns listade i Catalogue of Life.